# جو كيري
جوزيف ديفيد كيري (بالإنجليزية: Joe Keery)‏ (ولد في 24 أبريل 1992) هو ممثل وموسيقي أمريكي. عرف عن دوره كستيف هارينغتون في مسلسل الخيالي العلمي  الأمريكي، أشياء غريبة.

## الأعمال
| السنة     | العنوان                       | الدور              | ملاحظات |
| --------- | ----------------------------- | ------------------ | ------- |
| 2015      | Sirens                        | Scenester          | مسلسل   |
| 2015      | Chicago Fire                  | إيمييت             | مسلسل   |
| 2015      | إمباير                        | توني تريشتر الثالث | مسلسل   |
| 2015      | Henry Gamble's Birthday Party | غابي               | فيلم    |
| 2016–الآن | أشياء غريبة                   | ستيف هارينغتون     | مسلسل   |
| 2016      | The Charnel House             | سكوت               | فيلم    |
| 2017      | Slice                         | جاكسون             | فيلم    |
| 2017      | لعبة مولي                     | كولي               | فيلم    |
| 2020      | Spree                         | كيرت كونكل         | فيلم    |

## وصلات خارجية
- جو كيري على موقع IMDb (الإنجليزية)
- جو كيري على موقع ميتاكريتيك (الإنجليزية)
- جو كيري على موقع روتن توميتوز (الإنجليزية)
- جو كيري على موقع ألو سيني (الفرنسية)
- جو كيري على موقع ميوزك برينز (الإنجليزية)
- جو كيري على موقع ميوزك برينز (الإنجليزية)
- جو كيري على موقع ميوزك برينز (الإنجليزية)
- جو كيري على موقع أول موفي (الإنجليزية)
- جو كيري على موقع أول ميوزيك (الإنجليزية)
- جو كيري على موقع ديسكوغز (الإنجليزية)
- جو كيري على موقع ديسكوغز (الإنجليزية)